# Нодъуей (окръг, Мисури)
Окръг Нодъуей (на английски: Nodaway County) е окръг в щата Мисури, Съединени американски щати. Площта му е 2274 km², а населението - 21 912 души (2000). Административен център е град Меривил.